# Митницький Едуард Маркович
Едуа́рд Ма́ркович Митни́цький (4 серпня 1931, Київ — 31 жовтня 2018, Київ) — радянський і український театральний режисер, засновник та художній керівник Київського академічного театру драми і комедії на лівому березі Дніпра. Народний артист Української РСР (1988), Народний артист Росії (2004).

## Життєпис
Народився 4 серпня 1931 року у Києві.
Закінчив Київський педагогічний інститут (1956) та Київський державний інститут театрального мистецтва імені Івана Карпенка-Карого (1964), де з 1993 р. його професор.
Працював у театрах Рязані, Києва.
1973—1975 — художній керівник Київського театру оперети.
З 1994 року — художній керівник Київського театру драми і комедії на лівому березі Дніпра.

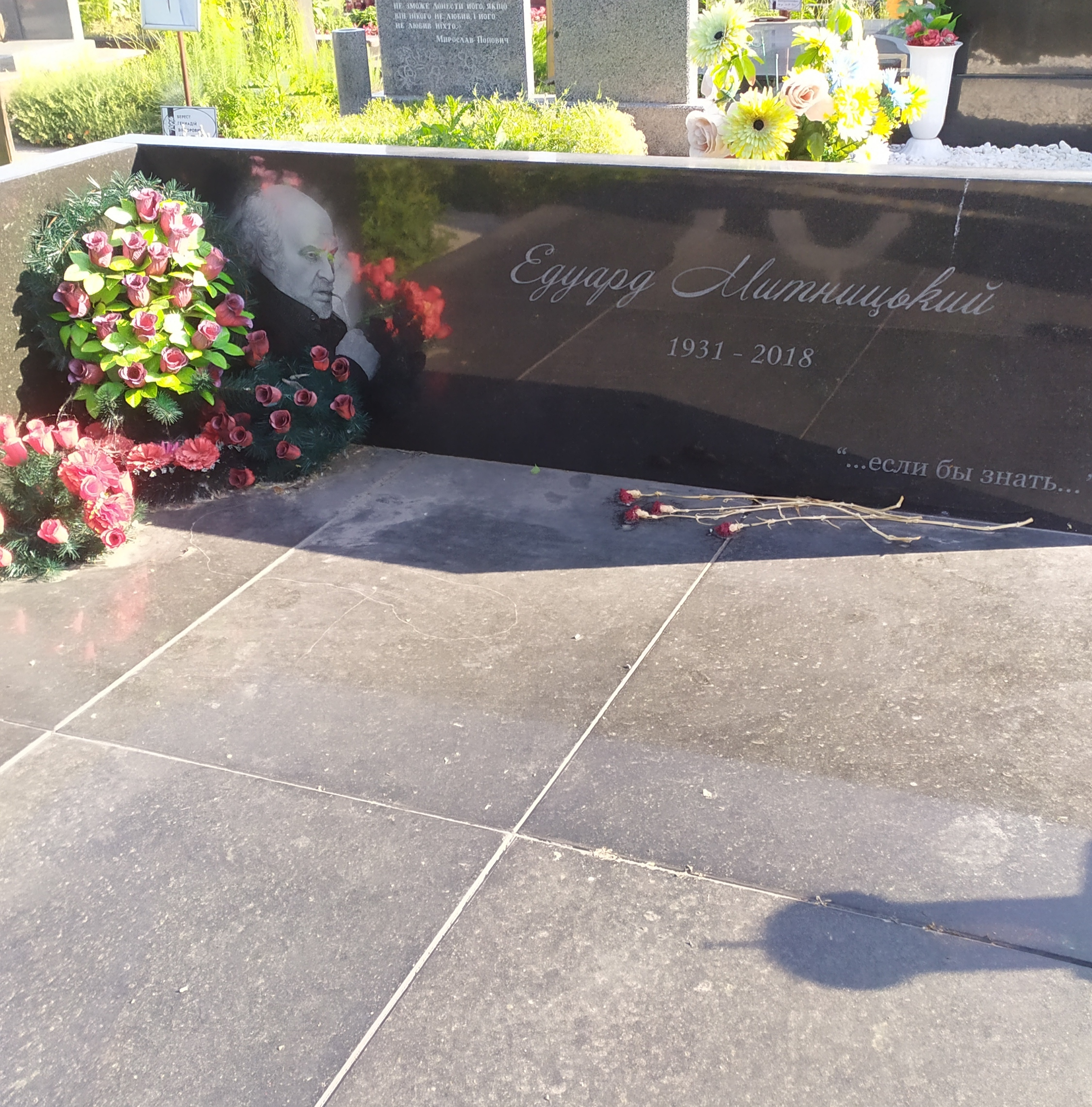
Могила Едуарда Митницького, Байкове кладовище

Знявся у фільмах: «Дорога нікуди» (1992), «Вальдшнепи» (1996). Нагороджений Орденом Дружби народів (2003).
Серед учнів Митницького: режисери Дмитро Лазорко, Олексій Лісовець, Дмитро Богомазов, Тамара Трунова.
Помер після тяжкої хвороби 31 жовтня 2018 року на 87-му році життя. Похований на Байковому кладовищі (ділянка № 33).

### Родина
- Перша дружина — Олена Вериківська (1932—2004), піаністка, донька Михайла Вериківського. Одружилися 1952 року.
  - Син Дмитро (нар. 1958) — музикант, працює в оперному театрі міста Гера (Німеччина).
- Друга дружина — Лариса Аблова (нар. 1945), музикант.

## Творчість

### Режисерські роботи в театрі
Севастопольський академічний російський драматичний театр імені А. В. Луначарського
Кримський академічний російський драматичний театр імені Максима Горького
Рязанський державний обласний театр драми
Казанський великий драматичний театр імені В. И. Качалова
Воронезький театр драми імені О. В. Кольцова
Миколаївський академічний художній російський драматичний театр
Ростовський академічний театр драми ім. М. Горького
- 1976 — «Зикови» Максима Горького

Одеський обласний академічний російський драматичний театр
Київський театр оперети
- 1971 — «Місто закоханих» Д. Кісіна, музика Л. Колодуба
- 1974 — «Весілля Кречинського» О. Сухово-Кобиліна, музика О. Колкера

Національний академічний театр російської драми імені Лесі Українки
- 1966 — «Піднята цілина» М. Шолохова
- 1967 — «Традиційний збір» В. Розова
- 1968 — «Варшавська мелодія» Л. Зоріна
- 1968 — «Дивна місіс Севідж» Д. Патріка
- 1968 — «Справедливість – моє ремесло» Л. Жуховицького
- 1969 — «На дні» М. Горького (відновлення вистави Л. Варпаховського)
- 1970 — «Марія» А. Салинського
- 1972 — «Людина з боку» І. Дворецького
- 1973 — «Варвари» М. Горького
- 1978 — «Господиня» М. Гараєвої
- 1981 — «Прошу занести в стенограму» Р. Федєнєва
- 1993 — «П'ять пудів кохання» за п'єсою «Чайка» А. Чехова
- 1993 — «Генерали у спідницях» Ж. Ануя

Національний академічний драматичний театр імені Івана Франка
- 1984 — «Вечір» А. Дударєва
- 1985 — «Рейс о 12.00» Ю. Бедзика

Російський драматичний театр Литви
Ризький державний театр оперети
Київський академічний театр драми і комедії на лівому березі Дніпра
- 1984 — «Гамлет» за п'єсою Вільям Шекспіра
- 1991 — «Я вам потрібен, панове!» за п'єсою «На кожного мудреця доволі глупоти» Олександра Островського
- 2000 — «Анна Кареніна» за романом Льва Толстого

Запорізький академічний обласний український музично-драматичний театр імені Володимира Магара
Словацький національний театр ім. Заборського
Болгарський театр ім. апостола Карамитєва
Театр в м. Лейпциг
Театр в м. Альтенбург
Київський палац «Україна» (Театр пісні)
Навчальні театри
Народні театри
Центральне телебачення (Москва)
Радіовистави (1963—1990)